# (36351) 2000 NW24
2000 NW24 (asteroide 36351) é um asteroide da cintura principal. Possui uma excentricidade de 0.09532170 e uma inclinação de 2.19664º.
Este asteroide foi descoberto no dia 4 de julho de 2000 por LONEOS em Anderson Mesa.